# Eden Hotel
El Eden Hotel (Eden sin tilde, así aparece en los documentos originales) fue un hotel en la provincia de Córdoba, Argentina. Su creación dio origen a la ciudad de La Falda.

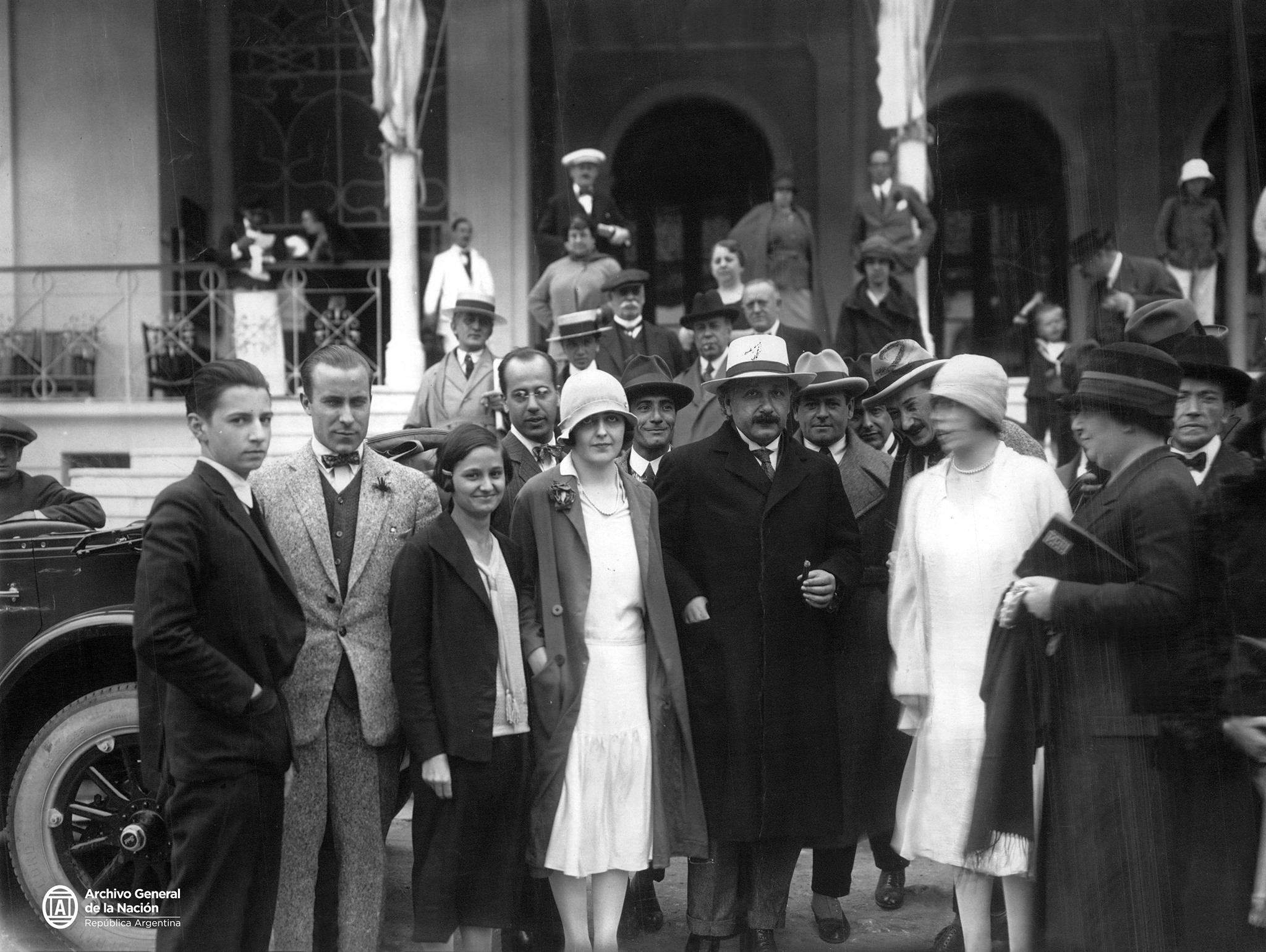
Albert Einstein junto a autoridades de la Facultad de Derecho y Ciencias Sociales de la Universidad de Córdoba, en la escalinata del Hotel Edén, donde le fue ofrecido un banquete en su honor.

En él se alojaron importantes personalidades de la Argentina y extranjeros entre las cuales se mencionan a los presidentes Julio Argentino Roca, José Figueroa Alcorta, Agustín P. Justo y Roberto Marcelino Ortiz; también artistas como Rubén Darío, Arturo Toscanini, Berta Singerman y miembros de la nobleza europea de visita en la Argentina como Eduardo de Windsor, entonces Príncipe de Gales y Humberto II de Italia, Duque de Saboya y heredero al trono de Italia. También visitaron el hotel, aunque no se alojaron en él, Albert Einstein, Nikola Tesla y Ernesto Che Guevara.

## Características
El hotel fue construido como un lugar de descanso para familias adineradas de Argentina y de Europa. El clima de las sierras se consideraba saludable para los enfermos de tuberculosis y un atractivo para los viajeros del hemisferio Norte, que quisieran escapar a los rigores del invierno boreal.
En 1898, una vez finalizada la obra original, contaba con dos plantas, salones amplios, 100 habitaciones y solo 4 baños por planta. Las remodelaciones de años posteriores llevaron a que el edificio contara con 38 baños, un salón comedor para 250 personas y un comedor auxiliar para niños y personal doméstico, un salón para fiestas, sala de lectura, dos jardines de invierno, bar, galería cubierta y dos balcones desde los que se apreciaba el parque donde se exhibe una fuente de mármol con una estatua de león a cada lado y los miles de árboles traídos desde Europa, al igual que su mobiliario, vajilla, cristalería, platería, estatuas, alfombras, pianos y pinturas los cuales respondían a los cánones del art nouveau. También poseía caballerizas que aprovisionaban los animales para las cabalgatas y cacerias, entre ellas la del zorro, al estilo británico. En sus terrenos se emplazaba un campo de golf de 18 hoyos, una pileta de natación con aguas renovadas por una vertiente, canchas de tenis y hasta una dependencia bancaria.
Era autónomo, al modo de las estancias argentinas; contaba con usina eléctrica propia, calefacción central, talleres, quinta y corrales para el abastecimiento y procesado de todos los alimentos que se consumían.
Se caracterizaba por sus grandes bailes donde se vestía de rigurosa etiqueta durante todas las noches de la temporada.  En las cenas se bebía vino del Rin y agua de manantial.

## Historia

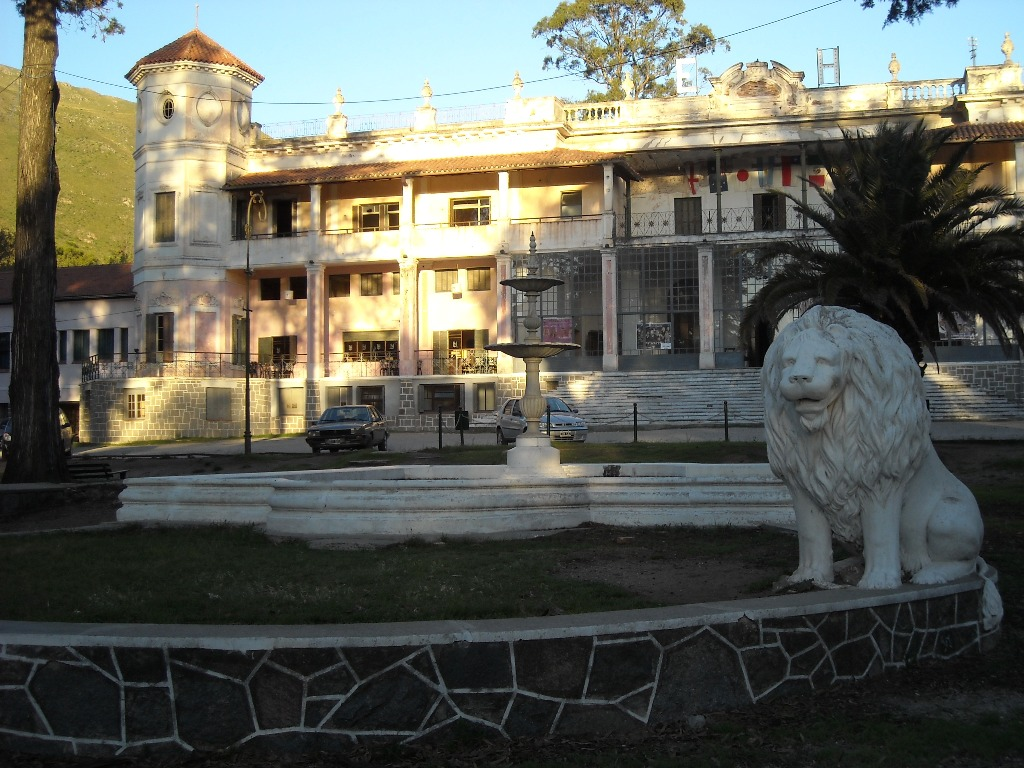
El Eden Hotel visto desde los leones de entrada.

El 19 de agosto de 1897 Roberto Bahlcke, un exoficial del ejército alemán radicado en la ciudad de Córdoba alrededor de 1890, adquirió la Estancia La Falda de La Higuera, de 900 hectáreas, en lo que por entonces era Huerta Grande, y se asoció con Juan Kurth —cónsul de Suiza y fundador de la Bolsa de Comercio de Córdoba— y la empresaria alemana María Herbert de Kreautner para, con créditos concedidos por Ernesto Tornquist —dueño de la Refinería Argentina de Azúcar, en Rosario— levantar un hotel al pie del cerro El Cuadrado.
Los trabajos comenzaron apenas formada la sociedad. Casi 5.000 toneladas de materiales comenzaron a llegar en tren, a una estación ubicada a 6 km de distancia, y desde ahí fueron transportadas hasta el lugar donde se estaba levantando el edificio. En enero de 1898, apenas con la mitad del hotel construido, comenzaron a llegar los primeros pasajeros.
A pesar de contar con pasajeros casi constantemente, los créditos que se habían tomado se hicieron casi imposibles de pagar y, en 1904 la sociedad se disolvió, quedando María Herbert de Kreautner como administradora, después de llegar a un acuerdo con Tornquist. En busca de mayores ingresos,  lo promociona Europa, incrementando la clientela y comenzando a obtener ganancias.
En 1912 María decide volver a su tierra natal y pone a la venta el hotel que, el 15 de mayo, es adquirido por los hermanos Walter y Bruno Eichhorn por una cifra de m$n 450.000, que se pactaron m$n 20.000 en efectivo y el resto en documentos a pagar a mediano y largo plazo.
Dos años después, a pesar de que las temporadas hacían que los ingresos fueran importantes, no eran lo suficientemente elevados como para solventar las deudas que se habían contraído en la compra del hotel, es así que se decide el loteo de la estancia para obtener dinero con el que costear las obligaciones. Es en este punto donde se inicia la historia de la localidad de La Falda.
La cercanía de Walter Eichhorn y su esposa Ida Bonfert al nazismo hizo que, cuando en 1945, Argentina le declaró la guerra al Eje el hotel fuera incautado y utilizado como una prisión de lujo para los miembros de la diplomacia japonesa. En 1947, tras la llegada de Perón al gobierno, el hotel fue devuelto a sus dueños quienes lo pusieron en venta casi inmediatamente. Fue comprado por la firma Tres K, cuya propiedad se atribuía a Juan Duarte, cuñado de Perón.
La firma Tres K contrajo una deuda que no pudo ser levantada y, en 1953, el hotel salió a remate, su última temporada fue la de 1965, luego de la cual, cerró sus puertas para siempre. Por ese entonces su apoderado era Armando Balbín, hermano del dirigente radical.
En 1970 el gobierno de Córdoba autorizó la creación de casinos en la provincia y, tras la iniciativa del Centro Comercial de La Falda y del propio Armando Balbín, el edificio fue remodelado en su planta baja para este fin, pero discusiones políticas entre Balbín y el ministro Francisco Manrique llevaron a que la concesión fuera otorgada a la localidad de La Cumbre. La obra fue abandonada a la mitad y el casino nunca llegó a funcionar. Abandonado y víctima de saqueo por los habitantes de la ciudad vecina, en 1988 fue declarado Monumento Histórico Municipal, para poner fin al deterioro del edificio. En 1998, el municipio de La Falda adquirió la propiedad y procedió a renovarla como una de las principales atracciones turísticas de la ciudad.

## Conexión nazi
En 1995 el FBI desclasificó documentos de la investigación que habían realizado sobre el matrimonio de Walter e Ida Eichhorn.
Este documento, fechado en Washington el 17 de septiembre de 1945, suscripto por John Edgar Hoover, revela que el matrimonio Eichhorn fue importante contribuyente económico para el ascenso de Adolf Hitler y el advenimiento del nazismo, y que hasta formaron parte de los planes que especulaban con una huida desesperada en las horas previas a la caída de Berlín.
El documento dice textualmente:

La siguiente información fue obtenida de la Sala de Guerra a través del OSS. La señora Eichhorn, respetable miembro de la sociedad argentina y propietaria de un spa hotel en La Falda hizo, en una fiesta íntima unas semanas atrás, la siguiente observación:
a) Su familia había sido entusiasta partidaria de Hitler desde que fue fundado el partido nazi.
b) Antes de que los nazis obtuvieran el poder, ella colocó íntegramente su cuenta bancaria (30.000 marcos) a disposición de Goebbels.
c) Hitler nunca olvidó este acto y durante los años siguientes, cuando él estuvo en el poder, ellos (presumiblemente ella y su esposo) se hicieron amigos. Se hicieron tan unidos que solían vivir juntos en el mismo hotel en ocasión de su anual permanencia en Alemania en el Parteitag (la fiesta del Partido Nacionalsocialista). Ellos tenían permitido entrar en los cuartos privados del Führer todo el tiempo, sin ser anunciados previamente.
d) Si el Führer tuviera en algún momento dificultades, él siempre encontraría un refugio seguro en La Falda, donde ellos ya tenían hechos los preparativos necesarios.

Pero no solo los documentos del FBI hablan de la relación de los Eichhorn con el nazismo, el historiador de La Falda, Carlos Panozzo repasó que "los discursos y arengas de Hitler, en su momento de mayor auge, eran captados por una antena de onda corta levantada en el techo del Edén, y retransmitidos dentro y fuera del hotel por altoparlantes".
Lo que se conoce es que los Eichhorn, en 1924, en uno de los viajes que realizaban a Alemania, escucharon a un cabo austriaco llamado Adolf Hitler hablar en público en un bar de Múnich. Al año siguiente recibieron el ejemplar número 110 de la edición numerada, llamada edición de lujo, de Mein Kampf (de una tirada de 500 ejemplares presumiblemente reservada a los más cercanos adherentes).
Otros documentos hallados muestran la correspondencia fluida que existía entre Hitler y los dueños del Eden. Un ejemplo es la carta del 30 de abril de 1928:

"Querido señor Eichhorn: muchísimas gracias por la carta enviada por usted y su querida esposa, junto con el preparado de ozono que probaré de inmediato. Me alegro de que participen de los sucesos del movimiento, y espero que el éxito final sea representativo de los obtenidos hasta ahora. Cariñosos saludos, Adolf Hitler".

Años más tarde, el 13 de febrero de 1933, Hitler escribió:

"Querido señor Eichhorn: gracias por sus felicitaciones por mi elección como canciller. En este momento histórico, aprovecho para agradecerles su actuación en todos estos años en el movimiento. Los viejos amigos son los responsables como yo de esta victoria. Con saludo alemán, Adolf Hitler".

Tiempo después:

"Querido señor Eichhorn y querida señora: me permito otra vez en este momento agradecerles por la ayuda financiera que otorgan, y que me quita y alivia una parte importante de mis preocupaciones".

El 15 de mayo de 1935, los Eichhorn fueron invitados a la Cancillería del Reich donde fueron condecorados por el propio Hitler y recibieron un diploma de su puño y letra que decía:

"Querido camarada Eichhorn: desde su ingreso en 1924 usted junto con su esposa ha apoyado al movimiento nacionalsocialista con enorme espíritu de sacrificio y acertada acción, y a mí personalmente, ya que fue su ayuda económica la que me permitió —en el verdadero significado de la palabra— seguir guiando la organización".

Pero no solo se trataba de cartas a la distancia, se presume que Adolf Eichmann y Josef Schwammberger —quien se radicó en Huerta Grande— pasaron por el hotel y, en los últimos años de la Segunda Guerra Mundial unos 1.200 alemanes llegaron a la zona de La Falda impulsados por la relación que existía entre Hitler y los Eichhorn.

## Galería de fotos

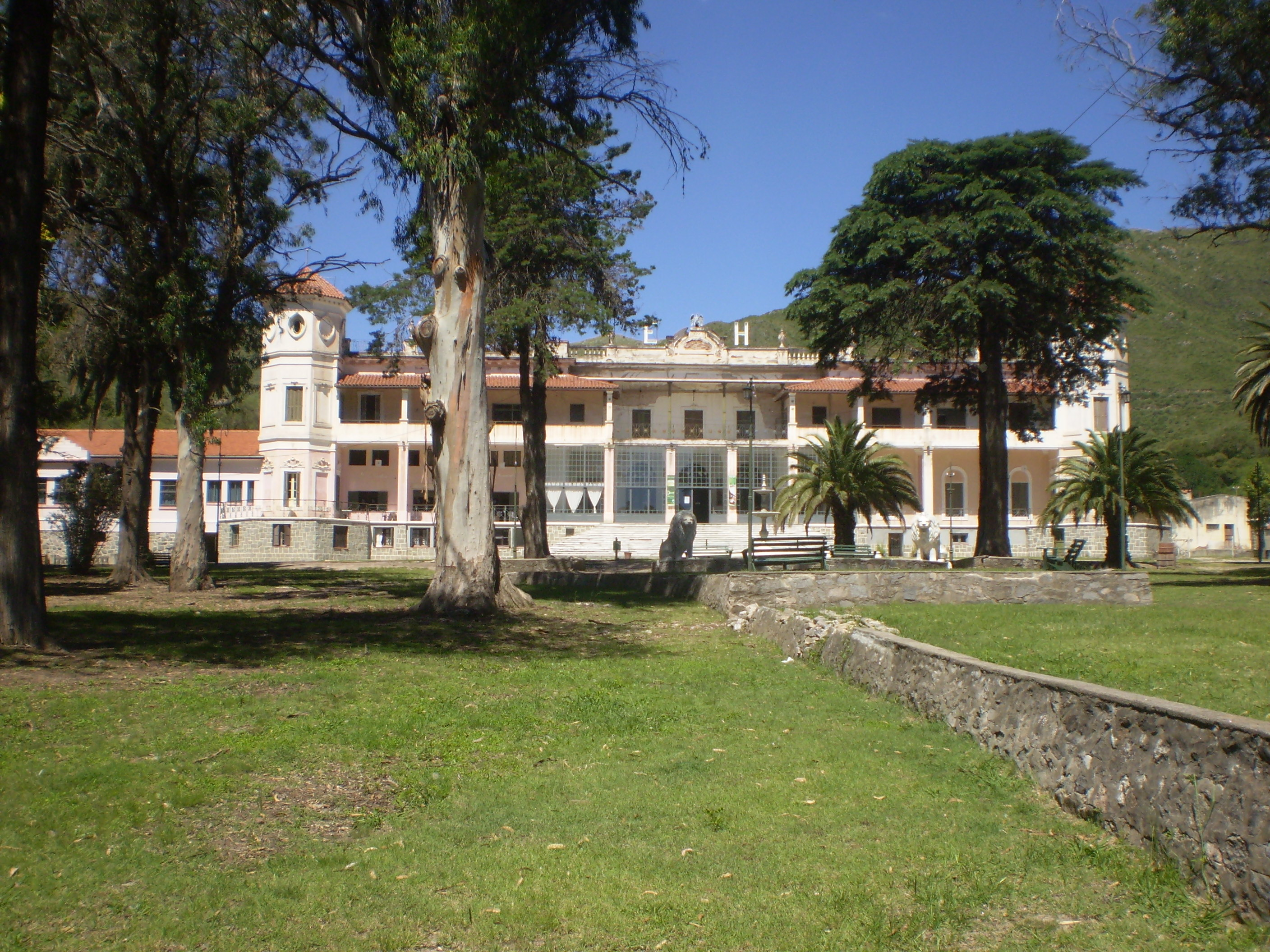
Fachada del hotel en enero de 2009.
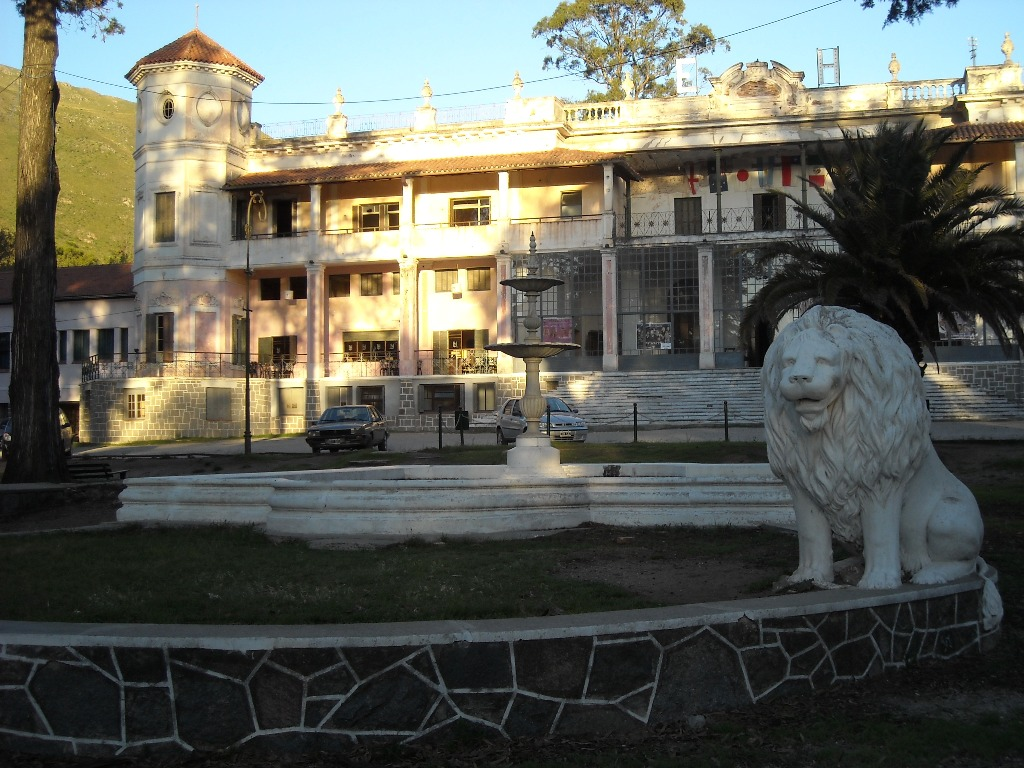
Fachada del hotel en enero de 2010.
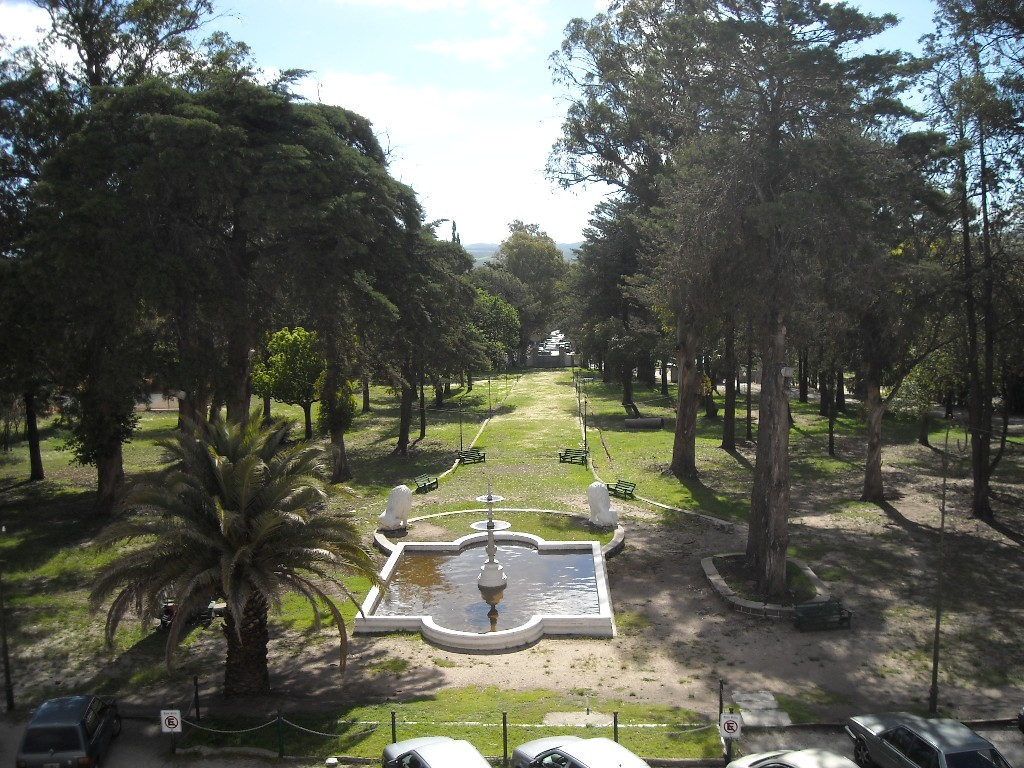
Jardines vistos desde el balcón principal.
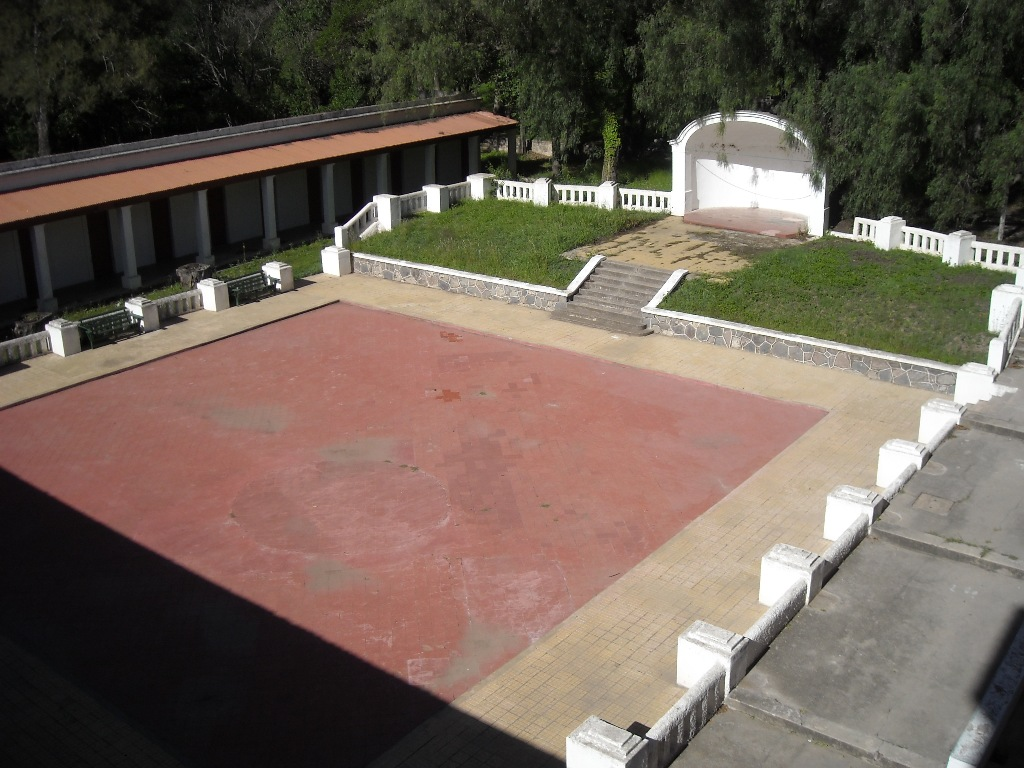
Patio y teatrino.
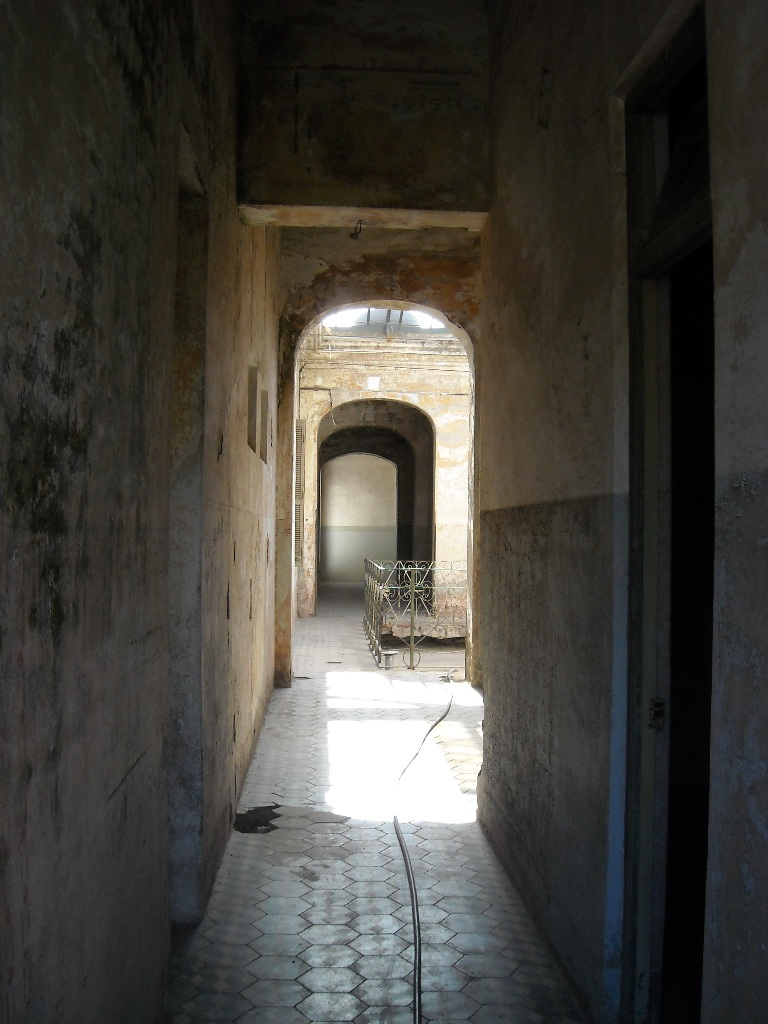
Pasillo interno de la planta alta.
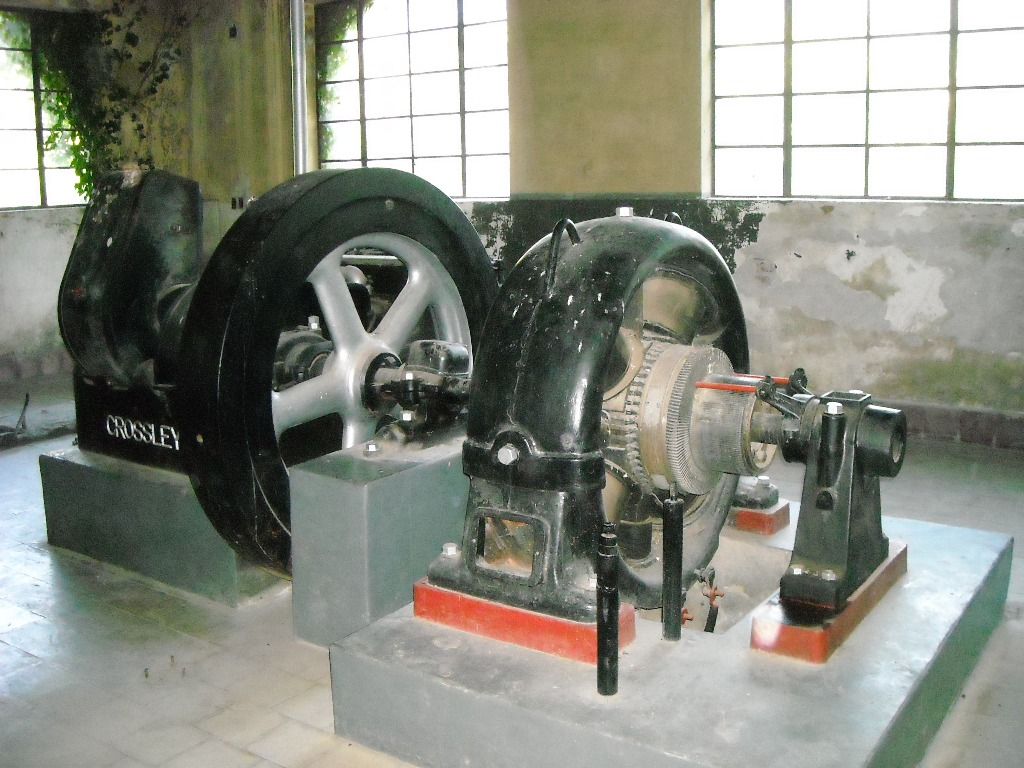
Generador de energía eléctrica a fuel oil.
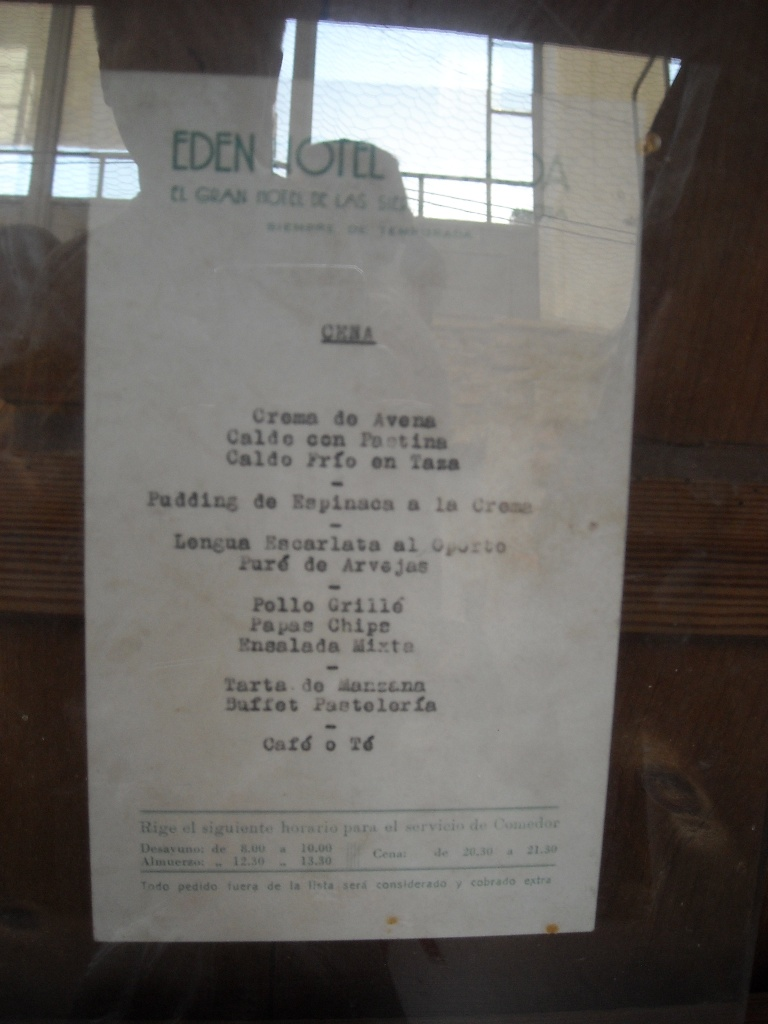
Antiguo menú.
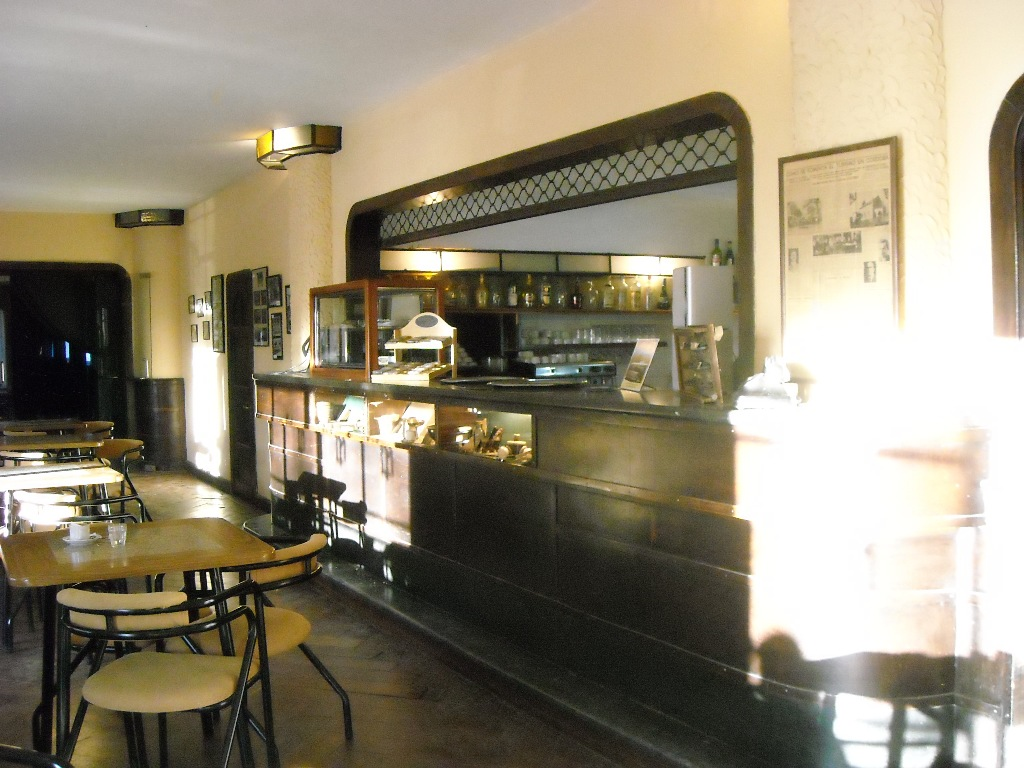
Barra del bar.
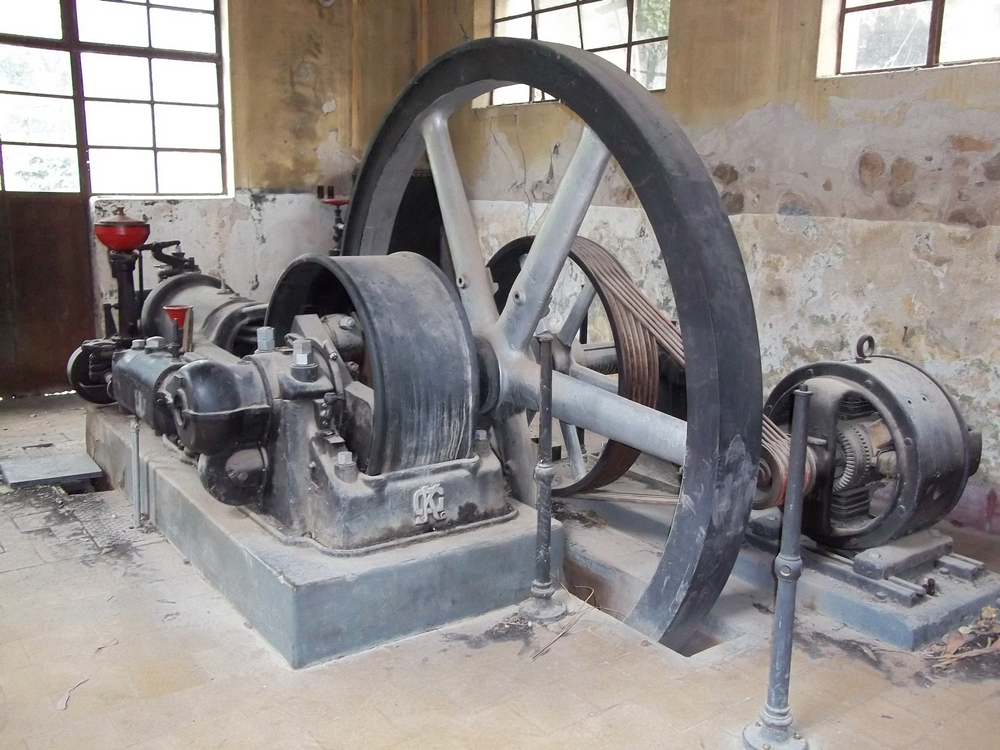
Otra de las máquinas que proporcionaba electricidad al Hotel Eden.
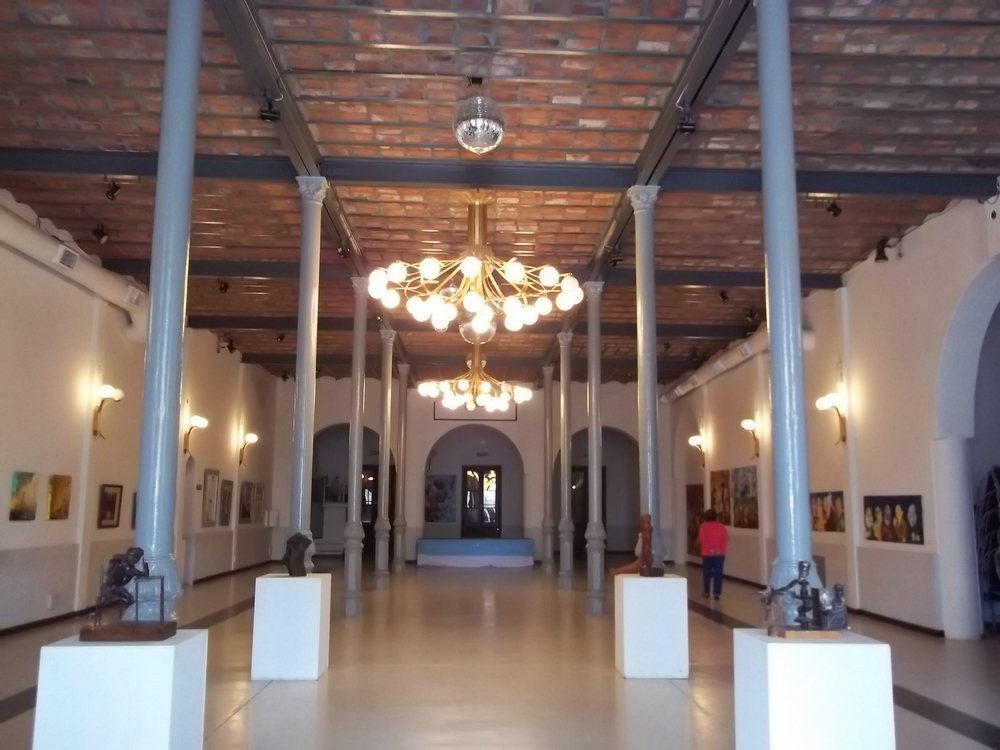
El comedor del hotel Eden ha sido restaurado como sala de exposiciones.
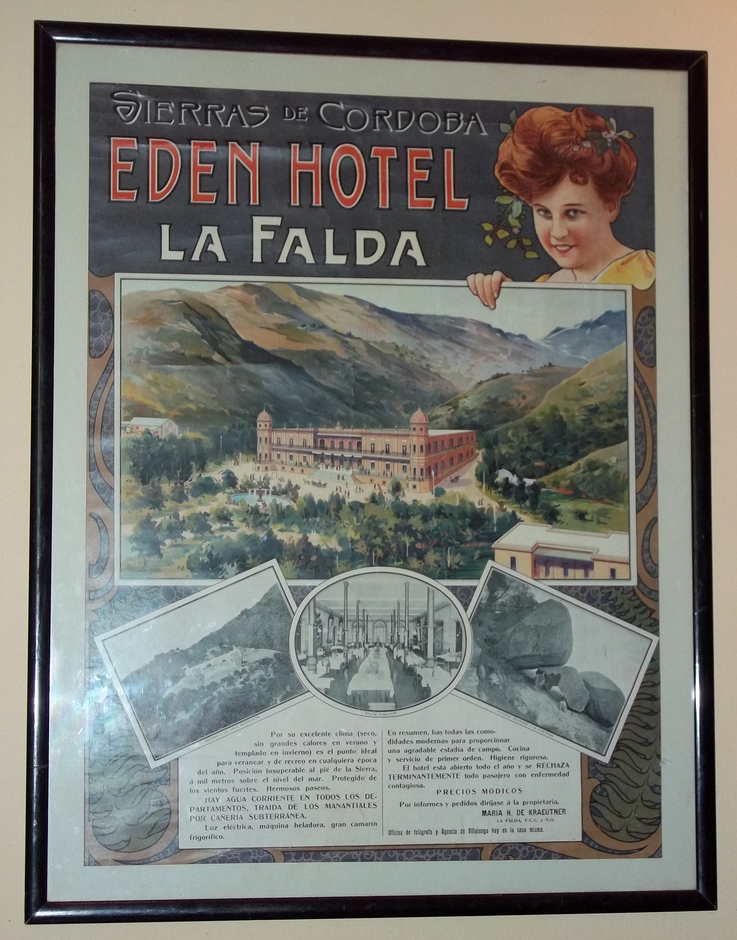
Antigua publicidad del Eden Hotel.
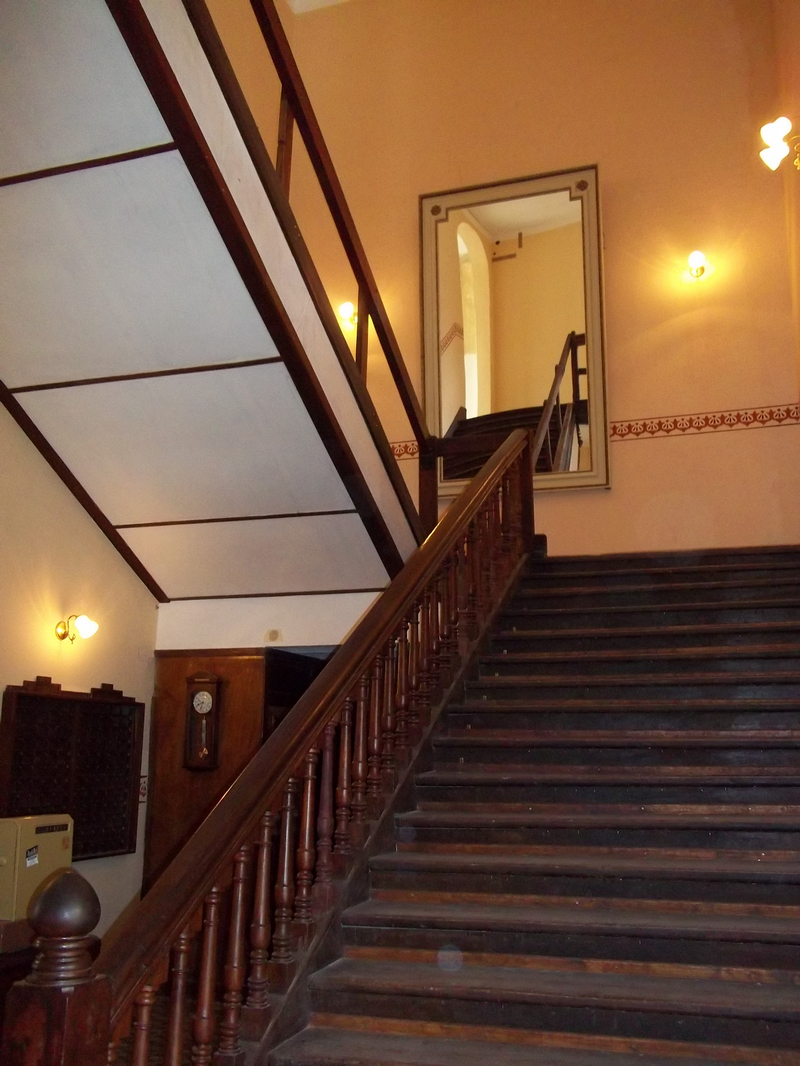
Escalera que va al primer piso, al lado de la recepción del hotel.